# Handwerkervereinshaus

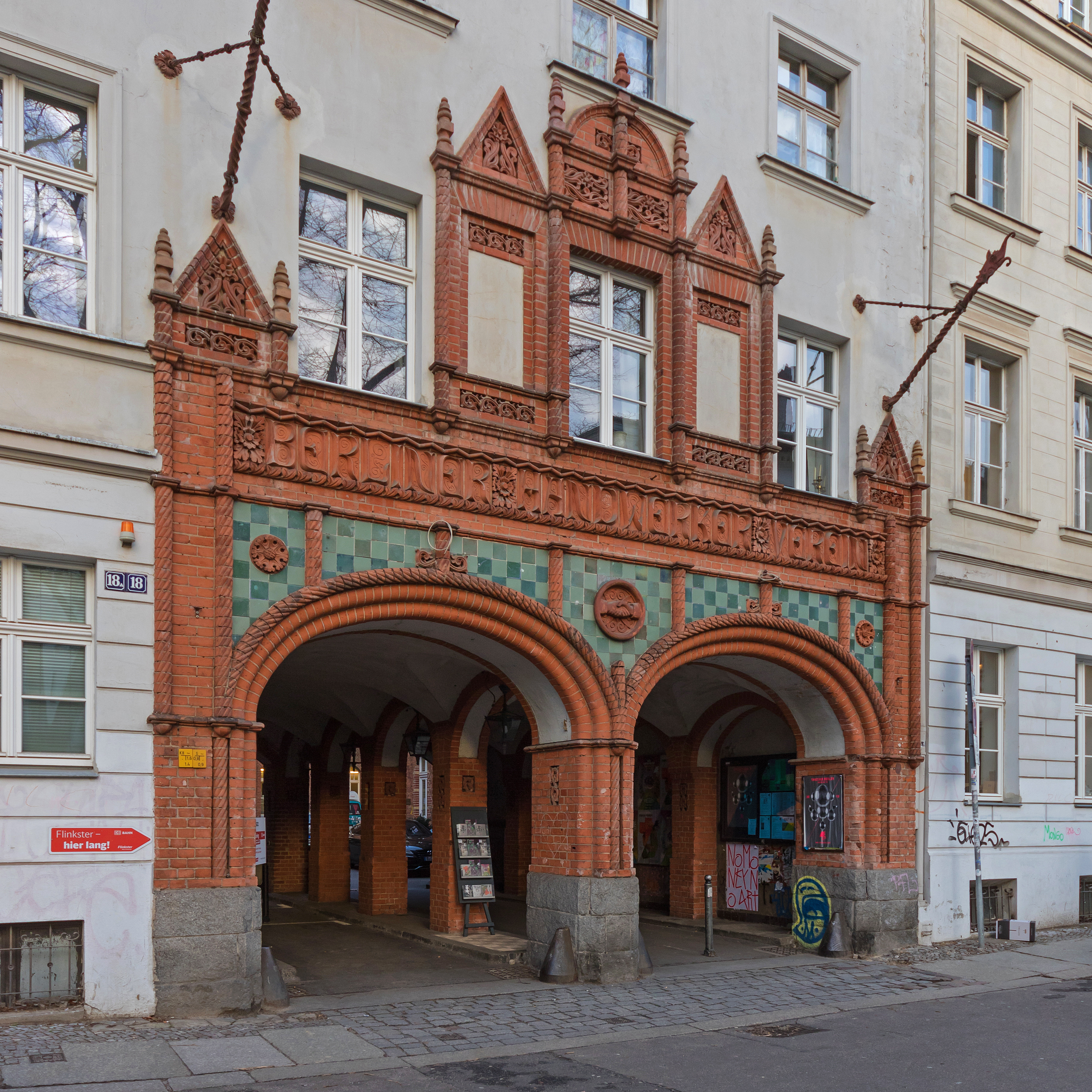
Haupteingang des Handwerkervereinshauses

Das Handwerkervereinshaus ist ein 1904/1905 errichtetes Backsteingebäude im Hof der Sophienstraße 18 in Berlin-Mitte. Es erlangte besonders durch die Nutzung als Ort für politische Veranstaltungen der deutschen Arbeiterbewegung historische Bedeutung. Zwischen 1950 und 1990 dienten die Räumlichkeiten als Theaterwerkstatt für das Maxim-Gorki-Theater. Seit 1996 beherbergt das ehemalige Handwerkervereinshaus das freie Theater Sophiensaele und steht zusammen mit dem Vorderhaus komplett unter Denkmalschutz.

## Geschichte

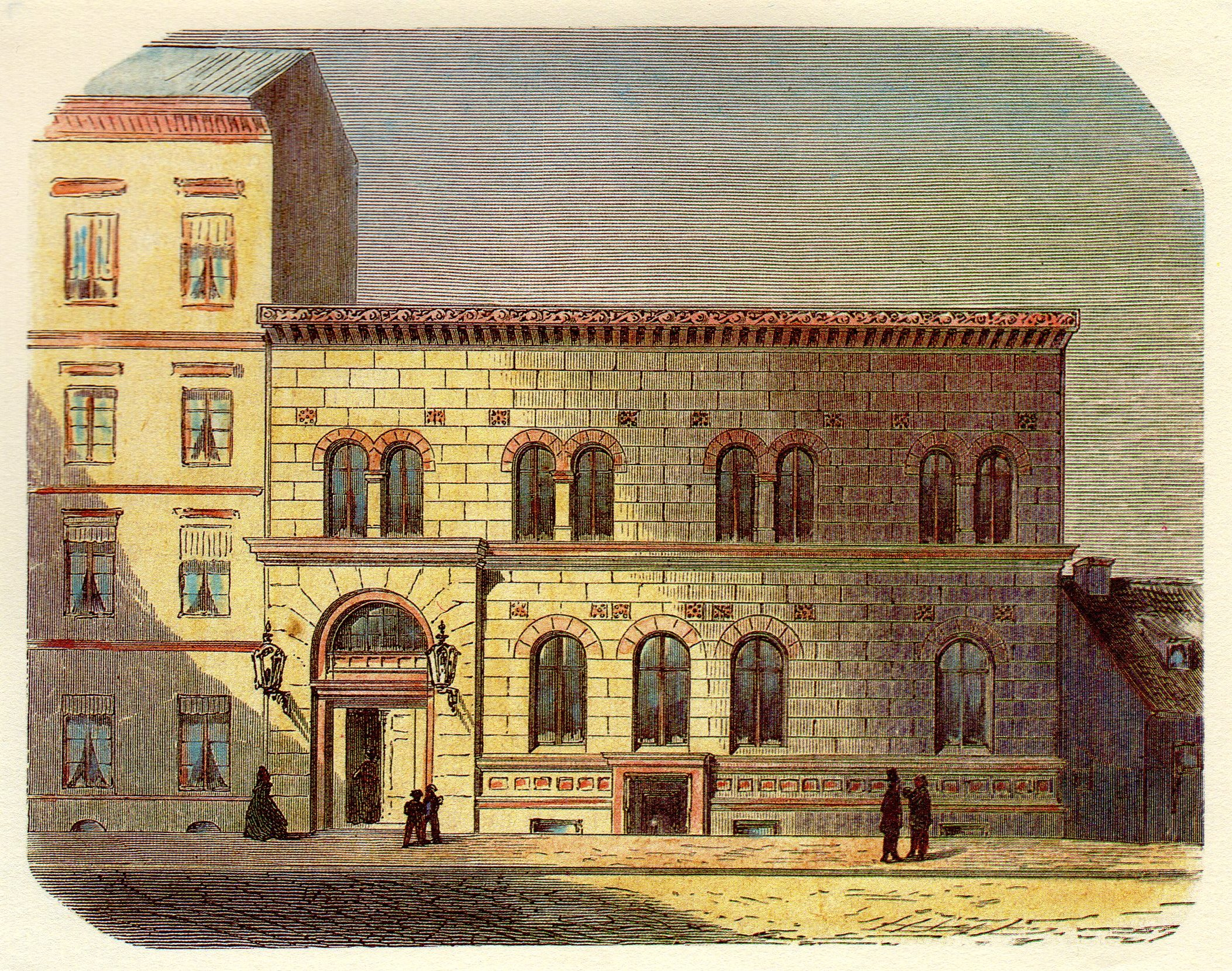
Das Haus des Berliner Handwerkervereins in der Sophienstraße 15 im Jahr 1865

Der 1844 gegründete Handwerkerverein hatte im Jahr 1864 auf dem Gelände Sophienstraße 15 nach Entwürfen der Architekten Bernhard Kolscher und Heinrich Lauenburg anstelle eines alten Gebäudes einen Neubau als Vereinshaus errichten lassen, dessen Versammlungsräume nach der Straße „Sophiensäle“ genannt wurden. Hier fand 1874 unter starker Beteiligung die erste Vereinigung zweier Berliner Arbeiterorganisationen – der Lassalleaner und der Eisenacher – statt.

Saal im Innern des Hauses, Zeichnung von Hermann Scherenberg, Illustrirte Zeitung, 24. Februar 1866, S. 133

Als das erste Vereinshaus 1904 beim Bau eines Kaufhauses durch den Wertheim-Konzern auf einem Nachbargrundstück erheblich Schaden genommen hatte, musste es gesperrt werden. Der Wertheim-Konzern kaufte dem Handwerkerverein Grund und Boden daraufhin ab. Mit dem Kaufpreis konnte der Vorstand des Vereins zwei Grundstücke in der Sophienstraße 17 und 18 erwerben, die bereits mit Wohnhäusern samt Seitenflügeln bebaut waren. Zunächst ließen die Handwerker eine Durchfahrt im Vorderhaus einfügen und auf der hinteren Fläche nach Vorlagen der Architekten Joseph Fraenkel und Theodor Kampffmeyer (1856–1913) ein Saalgebäude mit mehreren großen Räumlichkeiten errichten. Die Versammlungsstätten boten Platz für bis zu 3000 Personen und wurden als Handwerkervereinshaus oder Sophiensäle bekannt. Hierbei war der Handwerkerverein Eigentümer des Gebäudes, die Räumlichkeiten wurden durch wechselnde Pächter betrieben.
Neben dem Vereinsleben, hatten die Sophiensäle in den 1900er und 1910er Jahren eine Bedeutung für das jiddische Theater in Berlin. So war auch das Viertel um die Sophiensäle, die Spandauer Vorstadt, bis in die 1930er geprägt von Kultur und Leben jüdischer Bürger. Davon zeugt u. a. die Neue Synagoge in der Oranienstraße.

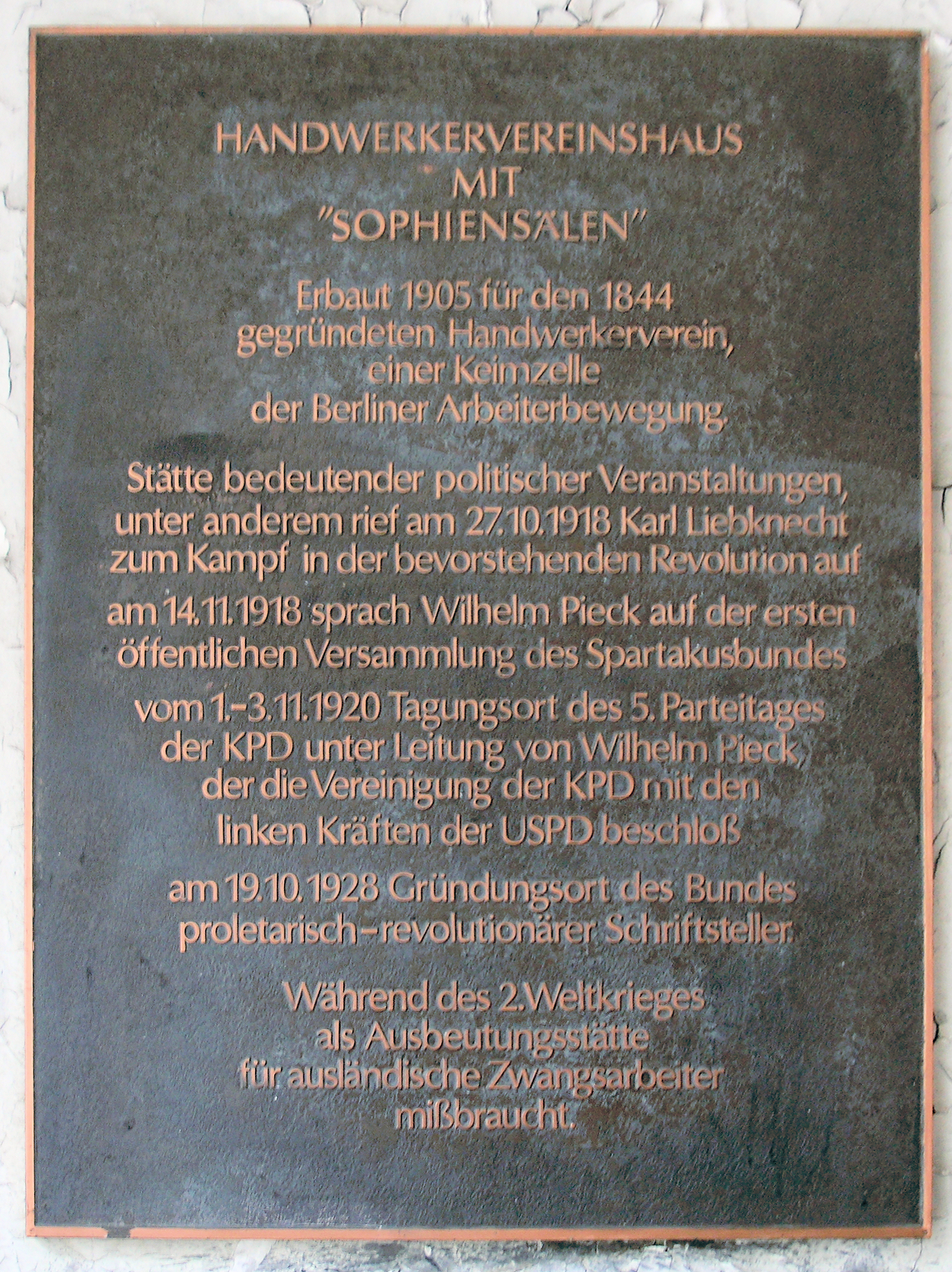
Am Handwerkervereinshaus erinnert eine Gedenktafel an die historische Bedeutung des Gebäudes als Ort politischer Veranstaltungen

Die Säle des Vereinshauses dienten auch als Ort für politische Versammlungen – selbst nachdem 1918 nach der Novemberrevolution das preußische Vereins- und Versammlungsrecht aufgehoben war und politische Versammlungen unter freiem Himmel wieder erlaubt waren. So wurden die Sophiensaele zu einem wichtigen Ort der Berliner Arbeiterbewegung. Eine Gedenktafel am Handwerkervereinshaus erinnert daran, dass Karl Liebknecht hier zum Kampf in der Revolution von 1918 aufrief, Wilhelm Pieck hier im selben Jahr auf der ersten öffentlichen Versammlung des Spartakusbundes sprach, das Haus im November 1920 Tagungsort des 5. Parteitages der KPD (auf dem der Zusammenschluss mit dem linken Flügel der USPD beschlossen wurde) war und 1928 der Bund proletarisch-revolutionärer Schriftsteller hier gegründet wurde. Neben Karl Liebknecht und Wilhelm Pieck sprachen auch Ernst Thälmann, Erich Mühsam und Clara Zetkin auf politischen Veranstaltungen im Handwerkervereinshaus. Auch Hanns Eisler und Slatan Dudow sprachen im Haus über den Film Kuhle Wampe, nachdem dieser zeitweise verboten wurde.
Während der Zeit des Nationalsozialismus war der Handwerkerverein verboten und im Gebäudekomplex befand sich ein Arbeitslager für zivile Zwangsarbeit.
In der DDR wurde das Gebäude vom Maxim-Gorki-Theater als Werkstätten genutzt. Als die Sophienstraße in Vorbereitung der 750-Jahr-Feier Berlins zwischen 1981 und 1987 historisch rekonstruiert wurde, war das Handwerkervereinshaus nicht miteinbezogen. Nach der Wende standen die Räumlichkeiten einige Jahre leer und der Senat von Berlin suchte 1995 Investoren und ein Nutzungskonzept. Die Eigentumsverhältnisse konnten sogar erst 1999 geklärt werden.
Aus den Bewerbern wurde eine Gruppe von Künstlern ausgewählt, die den Gebäudekomplex erhalten und als Spielstätte wieder beleben wollten: Sasha Waltz, Jochen Sandig, Jo Fabian, Zebu Kluth und Dirk Cieslak. Sie erhielten das Nutzungsrecht am Hofgebäudekomplex und gründeten das freie Theater Sophiensaele, der Name wurde aus der Historie abgeleitet.
Nach umfassender Sanierung des Handwerkervereinshauses mit Mitteln aus dem Hauptstadtkulturfonds wurde es 1997 mit der Uraufführung des Stückes Allee der Kosmonauten von Sasha Waltz wieder eröffnet. Inzwischen sind die Spielstätte weit über Berlin hinaus bekannt. Eine weitere Sanierung erhielt das Gebäude 2011.

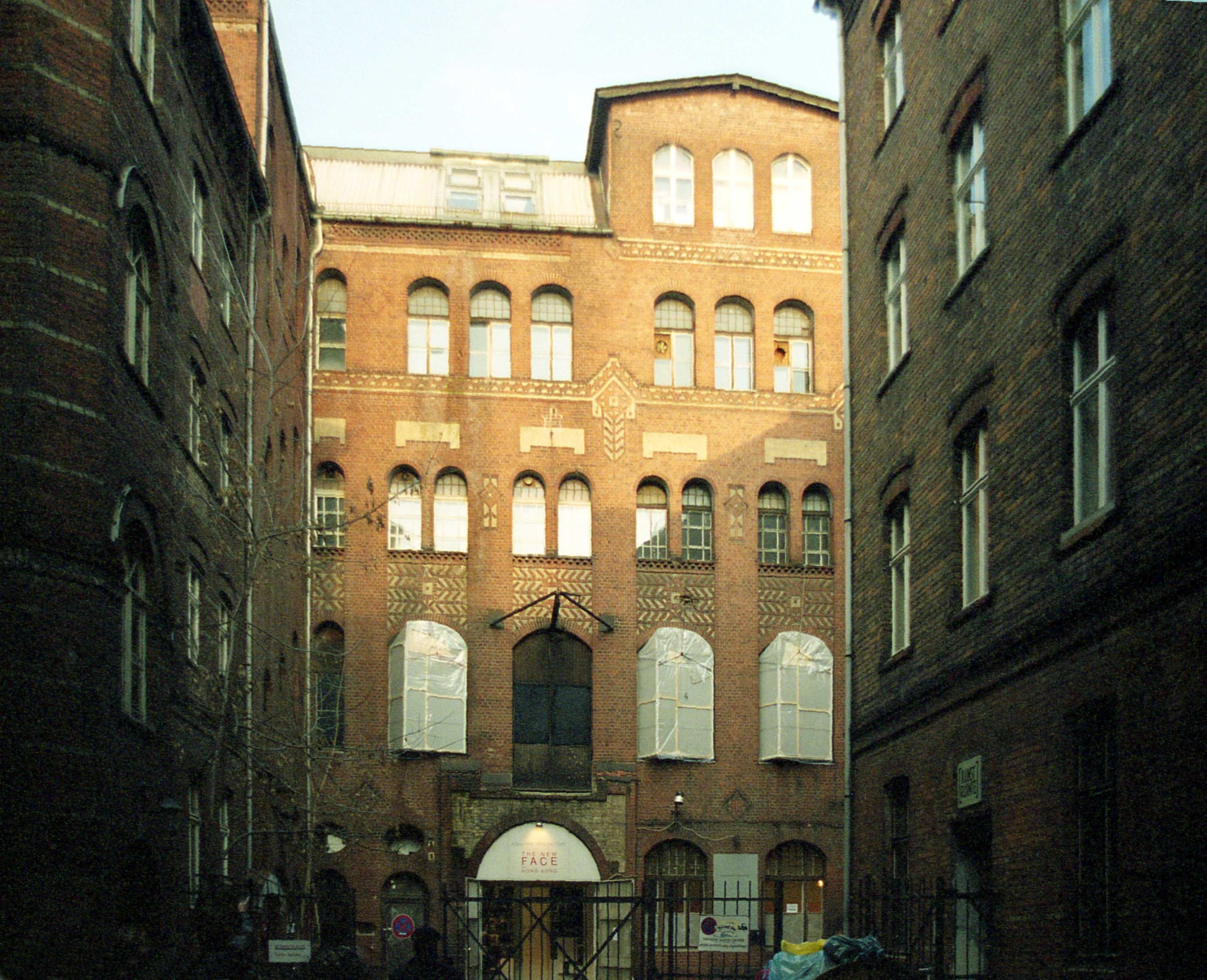
Das Quergebäude auf dem Hof mit dem großen Versammlungssaal im Jahr 1999

## Architektur
Das Handwerkervereinshaus ist ein Gebäudekomplex aus fünf Flügeln mit einem H-förmigen Grundriss auf der Fläche zwischen Sophienstraße und Gipsstraße. Die Flure, Vorratsräume, die Kegelbahn im Keller und den Kohlenkeller eingeschlossen hat das Haus 91 Räume. Der große Festsaal befindet sich im ersten Stock des Gebäudes und zieht sich mit dem Vorsaal, dem heutigen Foyer, durch die gesamte Etage (im „Steg“ des H gelegen).
Zu ihm führt das aufwändig gestaltete und mit farbigen Terrakotten geschmückte Doppelportal in der Sophienstraße. Die Durchfahrt ist tonnenförmig gewölbt, trägt über dem grün-weißen Schmuck die gemauerte Inschrift „Berliner Handwerker Verein“ und über der mittleren Stützsäule ein Medaillon mit einem symbolischen Händedruck.
Die einzelnen aus Ziegelsteinen gemauerten Flügel der Hofbauten sind mit gelben und roten Klinkern verblendet und mit Bändern und Farbwechseln sparsam verziert. Große Rundbogenfenster lassen genügend Tageslicht in die Räume eintreten. Durch das Quergebäude führt eine weitere Durchfahrt auf den zweiten Hof, der mit der Gipsstraße in Verbindung steht.